# 荏原郵便局
荏原郵便局（えばらゆうびんきょく）は東京都品川区にある郵便局。民営化前の分類では集配普通郵便局であった。

## 概要
住所：〒142-8799 東京都品川区西中延1-7-23

## 沿革
事実上の前身である「大崎郵便局荏原分室」の沿革については大崎郵便局#沿革を参照のこと
- 1971年（昭和46年）9月20日 - 荏原郵便局として、品川区西中延一丁目に開局[1]。
- 1976年（昭和51年）9月1日 - 風景入通信日付印の使用を開始。
- 2000年（平成12年）8月14日 - 外国通貨の両替および旅行小切手の売買に関する業務取扱を開始。
- 2007年（平成19年）10月1日 - 民営化に伴い、併設された郵便事業荏原支店に一部業務を移管。
- 2012年（平成24年）10月1日 - 日本郵便株式会社発足に伴い、郵便事業荏原支店を荏原郵便局に統合。
- 2017年（平成29年）2月6日 - ゆうゆう窓口の24時間営業を廃止。

## 取扱内容
- 郵便、印紙、ゆうパック、内容証明
- 貯金、為替、振替、振込、国際送金、外貨両替、国債、投資信託
- 生命保険、バイク自賠責保険、自動車保険、がん保険、引受条件緩和型医療保険
- ゆうちょ銀行ATM
- 品川区内の一部地域（〒142-xxxx）の集配業務
- ゆうゆう窓口

## 周辺
- 荏原警察署
- 昭和大学
- 昭和大学病院
- 昭和大学病院附属東病院
- 星薬科大学
- 品川区立荏原図書館

## アクセス
- 東急池上線 荏原中延駅から北西へ約800m（徒歩約9分）、東急目黒線 西小山駅から南東へ約1.1km（徒歩約13分）
- 東急バス 平塚橋停留所下車
- 首都高速2号目黒線 荏原出入口から南西へ約1km
- 東京都道2号東京丸子横浜線（中原街道）沿い